# 23-я армия (Япония)
23-я армия (яп. 第23軍) — воинское подразделение японской Императорской армии, действовавшее во время Второй мировой войны.
Сформирована 26 июня 1941 года под командованием генерала Имамура, подчинялась Императорской Ставке, затем 12 августа того же года была передана в состав Экспедиционной армии в Китае. Дислоцировалась в провинции Гуандун и на острове Хайнань, сменив войска Южно-Китайского фронта, расформированного того же 26 июня 1941.
Основной задачей 23-й армии было противодействие возможным высадкам союзников в оккупированном Японией южном Китае. С августа по ноябрь 1944 армия участвовала в битве за Гуйлинь-Лючжоу (часть операции «Ити-Го»).
После капитуляции Японии 23-я армия сдалась в Гуанчжоу китайским гоминьдановским войскам и была расформирована.